# Serradigitus yaqui
Espèce
Serradigitus yaqui est une espèce de scorpions de la famille des Vaejovidae.

## Distribution
Cette espèce est endémique du Sonora au Mexique. Elle se rencontre vers Guaymas.

## Description
La femelle holotype mesure 22,26 mm et le mâle paratype 15,76 mm.

## Étymologie
Cette espèce est nommée en l'honneur des Yaquis.

## Publication originale
- Sissom & Stockwell, 1991 : « The genus Serradigitus in Sonora, Mexico, with descriptions of four new species (Scorpiones, Vaejovidae). » Insecta Mundi, vol. 5, no 3/4, p. 197-214 (texte intégral).